# ISO/IEC 5218
ISO/IEC 5218(정보 기술 - 인간 성별 표현 코드, Information technology — Codes for the representation of human sexes)는 언어 중립적인 한 자리 숫자 코드를 통해 인간 성별 표현을 정의하는 국제 표준이다. 데이터베이스 애플리케이션과 같은 정보 시스템에서 사용할 수 있다.
ISO/IEC 5218에 지정된 네 가지 코드는 다음과 같다.
- 0 = 알 수 없음
- 1 = 남성
- 2 = 여성
- 9 = 해당 사항 없음

표준에서는 "SEX" 지정자로 해당 용도를 나타낼 수 있음을 명시하고 있다.
표준에서는 남성을 1로, 여성을 2로 인코딩하는 데 아무런 의미가 없다고 명시적으로 명시하고 있다. 인코딩은 단지 이 표준을 시작한 국가의 기존 관행을 반영할 뿐이다. 이 표준은 또한 "인간의 성별을 코딩해야 하는 대부분의 응용 프로그램의 요구 사항을 충족한다. 특정 의료 및 과학 응용 프로그램이나 인간 이외의 성별 정보를 코딩해야 하는 응용 프로그램에서 필요할 수 있는 성별에 대한 코드를 제공하지 않는다."라고 설명한다. 2022년 개정 이후 표준에는 해당 범위가 인간의 성 정체성을 포함하지 않으므로 이에 대한 코드를 제공하지 않는다고 명시되어 있다.
ISO/IEC 5218은 ISO의 데이터 관리 및 교환 기술 위원회에서 작성되었으며 1976년 11월 제안되어 2022년 6월에 업데이트되었다. 이 표준은 현재 데이터 관리 및 교환(ISO/IEC JTC 1/SC 32)에 관한 ISO/IEC 공동 기술 위원회(ISO/IEC JTC 1) 소위원회에서 유지관리하고 있다.
이 표준은 여러 국가 식별 번호에 사용된다. 예를 들어, 프랑스 INSEE 번호의 첫 번째 숫자와 중국 국민 신분증의 첫 번째 숫자는 ISO/IEC 5218 값을 기반으로 한다.